# مارتي ميو
مارتي ميو (مصطلح لاتيني يعني "بواسطة القوة الخاصة") هي طريقة للإرشاد التربوي.
وقد تم تطوير هذه الطريقة في أواخر السبعينيات وأوائل الثمانينيات من قِبل المستشارة التربوية ماريا آرتس. وقد أدركت الصعوبات الشديدة في شرح الرؤية العلمية بشأن مشاكل الطفل للوالدين والمعلمين الآخرين، حيث إنهم عادة ما يكونون غير قادرين على فهم المصطلحات التربوية والتعرف على العلاقة بين هذه الرؤى ومواقف الحياة اليومية.
وقامت ماريا بتطوير طريقة تم فيها تسجيل المواقف العادية بين الطفل والمعلم من خلال الفيديو ومناقشتها معًا فيما بعد. ومن خلال هذا يتم التعرف على نقاط القوة والضعف لكل من الأطفال والمعلمين في تفاعلهم بسهولة أكبر وهو ما سيساعد بالمقابل في التمتع بالتفاؤل والقوة لحل القضايا التربوية بأنفسهم. وأهم أداة لتحقيق هذا هي تعزيز التواصل.
بعد ممارسة طريقة مارتي ميو لسنوات عديدة، أسست مؤسسة مارتي ميو عام 1987، والتي هدفت إلى تعليم المستشارين التربويين في تطبيق طريقة مارتي ميو.
واجتذبت مارتي ميو اهتمامًا كبيرًا ليس فقط في هولندا، ولكن أيضًا في إسكندنافيا وفرنسا وأيرلندا والهند حيث مارست عملها. في هذه البلدان، غالبًا ما يُنظر إلى هذه الطريقة باعتبارها طريقة فعالة ورخيصة وعملية وهو عكس وجهة نظر المجتمع العلاجي في الولايات المتحدة، حيث يُنظر إلى هذه الطريقة على أنها تستهلك الكثير من الوقت مع الأخذ بعين الاعتبار أن هناك بدائل أخرى في هذه الحالات 

## وصلات خارجية
- Official website of the international Marte Meo organisation
- Danish Marte Meo Centre